# روبرت بوريس
روبرت بوريس (بالإنجليزية: Robert Boris)‏ هو منتج أفلام وكاتب سيناريو ومخرج أمريكي، ولد في 12 أكتوبر 1945 في نيويورك في الولايات المتحدة.

## وصلات خارجية
- روبرت بوريس على موقع IMDb (الإنجليزية)
- روبرت بوريس على موقع ألو سيني (الفرنسية)
- روبرت بوريس على موقع أول موفي (الإنجليزية)
- روبرت بوريس على موقع قاعدة بيانات الأفلام السويدية (السويدية)
- روبرت بوريس على موقع قاعدة بيانات الفيلم (الإنجليزية)
- روبرت بوريس على موقع كينوبويسك (الروسية)